# Троєбортнівське сільське поселення
Троєбортнівське сільське поселення (рос. Троебортновское сельское поселение) — муніципальне утворення у південній частині Севського району Брянської області. Адміністративний центр — село Троєбортне.

## Історія
Утворено в результаті проведення муніципальної реформи в 2006 році, шляхом злиття дореформених Лемешівської та Некислицької сільських рад.
Територія сільського поселення прилягає до державного кордону Росії; тут діє режим прикордонної зони.
На території Троєбортнівського сільського поселення знаходиться найпівденніша точка Брянської області (51°50′39″ пн. ш. 34°22′42″ сх. д. / 51.84417° пн. ш. 34.37833° сх. д.).
28 травня 2022 року, під час російсько-української війни вдруге за добу по прикордонній території Шосткинського району, за інформацією Держприкордонслужби України, було випущено 5 мінометних мін з боку російського села Троєбортне.

## Населення
| Чисельність населення | Чисельність населення | Чисельність населення | Чисельність населення | Чисельність населення | Чисельність населення | Чисельність населення |
| 2010                  | 2011                  | 2012                  | 2013                  | 2014                  | 2015                  | 2016                  |
| --------------------- | --------------------- | --------------------- | --------------------- | --------------------- | --------------------- | --------------------- |
| 688                   | ↘684                  | ↘681                  | ↘650                  | ↘607                  | ↘575                  | ↘543                  |
| 2017                  | 2018                  | 2019                  | 2020                  | 2021                  |                       |                       |
| ↘523                  | ↘518                  | ↘516                  | ↗522                  | ↘513                  |                       |                       |

## Населені пункти
| Список населених пунктів | Список населених пунктів | Список населених пунктів | Список населених пунктів |
| №                        | Населений пункт          | Тип                      | Населення                |
| ------------------------ | ------------------------ | ------------------------ | ------------------------ |
| 1                        | Троєбортне               | село                     | ↘192                     |
| 2                        | Александровський         | селище                   | →2                       |
| 3                        | Заря                     | селище                   | →3                       |
| 4                        | Іванівський              | селище                   | →0                       |
| 5                        | Клевень                  | селище                   | →0                       |
| 6                        | Красний Уголок           | селище                   | →0                       |
| 7                        | Кругла Поляна            | деревня                  | ↘18                      |
| 8                        | Лемешівка                | село                     | ↘278                     |
| 9                        | Некислиця                | село                     | ↘142                     |
| 10                       | Хінельський              | селище                   | ↘5                       |
| 11                       | Ясне Сонце               | селище                   | ↗10                      |